# James Frey
James Frey (Cleveland, 12 settembre 1969) è uno scrittore statunitense.

## Biografia
Si è laureato alla Denison University, un college privato in Ohio, e ha frequentato anche la School of Art Institute di Chicago. Durante gli studi all'Art Institute e prima di dedicarsi alla carriera di scrittore, Frey ha svolto numerosi lavori nell'area di Chicago. Dopo la laurea si è trasferito a Los Angeles e ha trovato lavoro come sceneggiatore, regista e produttore.
Nella primavera del 1996 iniziò a scrivere In un milione di piccoli pezzi, resoconto delle sue esperienze durante la sua cura per l'alcolismo e la tossicodipendenza in un centro di riabilitazione del Minnesota.
Frey ha scritto le sceneggiature per i film Kissing A Fool e Sugar: the Fall of the West, entrambi prodotti nel 1998; il secondo è stato anche diretto da lui.
La casa editrice Doubleday ha pubblicato In un milione di piccoli pezzi nell'aprile 2003 e i curatori editoriali di Amazon.com lo hanno selezionato come il loro libro preferito di quello stesso anno. Il libro è diventato un best seller, rimanendo nella classifica dei libri più venduti per 44 settimane, vendendo quasi 5 milioni di copie. Il New Yorker ha elogiato il libro come "Una frenetica ed elettrizzante descrizione dell'esperienza".
A cavallo fra il 2005 e il 2006, un'inchiesta svolta principalmente da The Smoking Gun ha scoperto che alcuni elementi dell'autobiografia erano falsi.
Nel 2004, Frey ha scritto Il mio amico Leonard, che ricomincia là dove In un milione di piccoli pezzi era finito; il romanzo è difatti incentrato sul rapporto padre-figlio che Frey ed il suo amico Leonard, conosciuto nel centro di riabilitazione, hanno condiviso. Il libro è stato pubblicato in America nel giugno 2005 dal Riverhead, ed è diventato subito un bestseller.
Nel 2007 Frey ha scritto Buongiorno Los Angeles, che è stato pubblicato nel maggio 2008.
I libri di Frey sono stati pubblicati in trentuno lingue in tutto il mondo. Frey vive attualmente a New York City con la moglie e la figlia.

## Opere
- In un milione di piccoli pezzi (A Million Little Pieces, 2003) (TEA, 2003) (ISBN 8850204795)
- Il mio amico Leonard o una vita ricostruita (My Friend Leonard, 2005) (TEA, 2006) (ISBN 8850209819)
- Buongiorno Los Angeles (Bright Shiny Morning, 2008) (TEA, 2009) (ISBN 9788850217601)
- Sono il Numero Quattro (I Am Number Four, 2010) (Editrice Nord, 2011) (ISBN 9788842916673) - come Pittacus Lore (con Jobie Hughes)
- Il potere del Numero Sei (The Power of Six, 2011) (Editrice Nord, 2012) (ISBN 9788842916680) -  come Pittacus Lore (con Jobie Hughes)
- La vendetta del Numero Nove (The Rise of Nine, 2012) (Editrice Nord, 2013) (ISBN 9788842916697) -  come Pittacus Lore
- L'ultimo testamento della sacra Bibbia (The Final Testament of the Holy Bible, 2011) (Guanda, 2011) (ISBN 9788860884671)

### Endgame
- Endgame: The Calling (Editrice Nord, 2014) - con Nils-Johnson Shelton
- Endgame 2: La Chiave del Cielo (Endgame 2: Sky Key, 2015) (Editrice Nord, 2015) - con Nils-Johnson Shelton
- Endgame 3: Le Regole del Gioco (Endgame 3: Rules of the Game, 2016) (Editrice Nord, 2016) - con Nils-Johnson Shelton
- Endgame: The Training Diaries (#1-3, 2014) (Inediti in Italia)
- Endgame: The Zero Line Chronicles (#1-3, 2015-2016) (Inediti in Italia)
- Endgame: The Fugitive Archives (#1-3, 2016-2017) (Inediti in Italia)

## Filmografia

### Sceneggiatore
- Queen & Slim, regia di Melina Matsoukas (2019)

### Produttore
- Queen & Slim, regia di Melina Matsoukas (2019)